# 蓮久寺 (京都市)
蓮久寺（れんきゅうじ）は、京都府京都市下京区下松屋町通五条下る薮之内町にある日蓮宗の寺院である。山号は光照山。旧本山は京都妙覚寺。島原の2代目吉野太夫の寄進による赤門で知られる。

## 境内
- 本堂
- 赤門
  - 吉野太夫が、日乾上人に帰依して建立させたもの。同様の門が同じく吉野太夫の寄進により鷹峯の常照寺にも建立されている。

## 仏像
- 大黒天

## 別院
- 神戸別院 – 兵庫県神戸市長田区六番町[1]

## 歴代
- 三木大雲

## 周辺
- 無量山清聚院（淸聚院） – 妙心寺派。達磨寺。[2]
- 住吉神社
- 天霊山松林院 – 日蓮宗[3][4]
- 大光山本圀寺塔頭 林昌院 – 日蓮宗
- 大光山本圀寺塔頭 勧持院（大法寺）（勸持院） – 日蓮宗[5]
- 了円院（了圓院） – 日蓮宗
- 松陽院 – 日蓮宗
- 桂山宝蓮寺（寶蓮寺、寳蓮寺） – 大谷派[6]
- 智了院 – 日蓮宗
- 久成院 – 日蓮宗